# China-Rose
Die China-Rose zählt zu den ältesten Gartenrosen. Sie ist eine alte Rose mit einer Jahrtausende währenden Geschichte, die sich allerdings nicht exakt datieren lässt. Schriftliche Belege für ihre Verwendung als Zierpflanze finden sich bei dem chinesischen Philosophen Konfuzius, der bereits um 500 vor Christus von Rosenpflanzungen in den kaiserlichen Gärten zu Peking berichtet.

## Herkunft
Über die Seidenstraße und andere Handelswege wurde die China-Rose bis nach Arabien, Indien und Singapur verbreitet und kam Ende des 18. Jahrhunderts nach Europa. Durch den Importweg über die Ostindien-Handelskompanien wurde sie irreführenderweise auch als Rosa indica bezeichnet. Es handelt sich jedoch um keine Wildrose, sondern um eine Klasse lange kultivierter Gartenrosen, die vermutlich als Abkömmlinge von Rosa chinensis mit Rosa gigantea (Rosa × odorata (Andrews) Sweet) sowie vermutlich Büschel-Rose (Rosa multiflora) und weiteren Wildrosen entstanden ist. Ihre Eigenschaft, öfter zu blühen, ihre Farben und ihr typischer Teerosen-Duft bereichern seither die Züchtungen der Gartenrosen.
Durch Kreuzungen der europäischen Gartenrosen mit den China-Rosen entstanden in der Folge die Gruppen der Portland-Rosen, Noisette-Rosen, Bourbon-Rosen, Remontant-Rosen und Teerosen.
Neben den genannten positiven Faktoren vererbten sich auch ungünstige Eigenschaften, wie fehlende Frosthärte, sowie schwach duftende oder duftlose Blüten. Weiterhin ist nachteilig, dass die China-Rosen und ihre Abkömmlinge einen jährlichen Rückschnitt benötigen.

## Historische Sorten

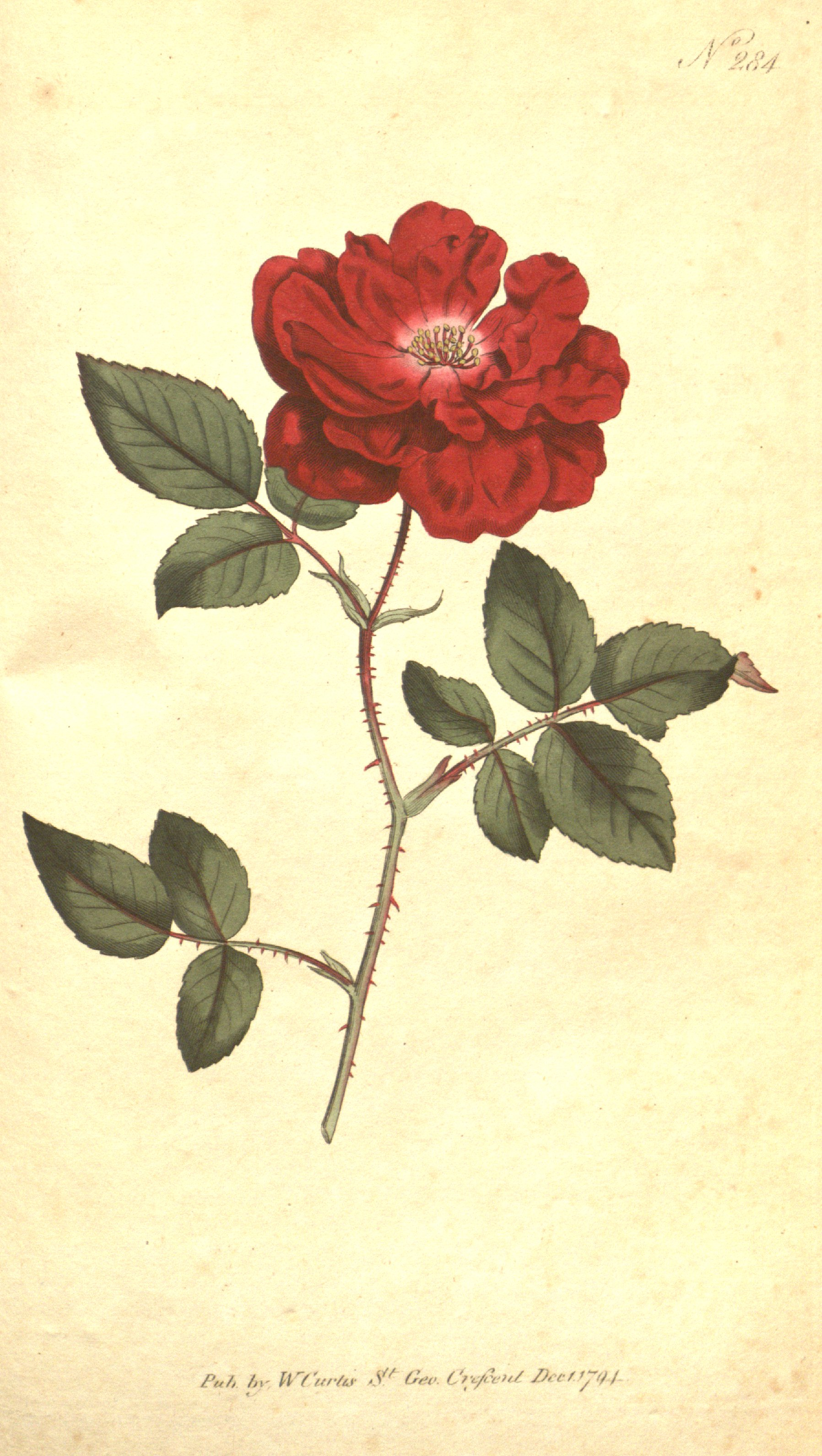
'Slater’s Crimson China' (Rosa chinensis var. semperflorens)

Die Sorte 'Old Blush', synonym 'Monthly Rose', 'Pallida', 'Parson´s Pink China' wurde um 1790 nach Europa gebracht. Ihre Blütezeit währt von Juni bis zum Winter, weshalb sie für viele Kreuzungen verwendet wurde. Laut einer Pressemeldung vom 30. April 2018 wurde die  DNA von Old Blush durch ein französisches Forscherteam komplett entschlüsselt.
Eine Kuriosität ist die Sorte 'Viridiflora'. Bei dieser „grünen Rose“ sind alle Blütenteile zu Photosynthese betreibenden Organen umgewandelt. Sie entstand spontan durch Mutation aus der Sorte 'Old Blush'.
- ca. 1790: 'Old Blush', rosa (Weltrose)
- 1792: 'Slater’s Crimson China' (Rosa chinensis var. semperflorens), kirschrot
- 1808: 'Hume’s Blush Tea-scented China', zartrosa
- 1824: 'Parks’ Yellow Tea-scented China', gelb
- 1879: 'Little White Pet', dicht gefüllte weiße Blüten
- 1880: 'Cécile Brunner', zartrosa (Weltrose)
- 1884: 'Perle d’Or', orangegelb
- 1932: 'Mutabilis', Blüten ändern Farbe von Gelb über Rosa zu Purpur-Karminrot

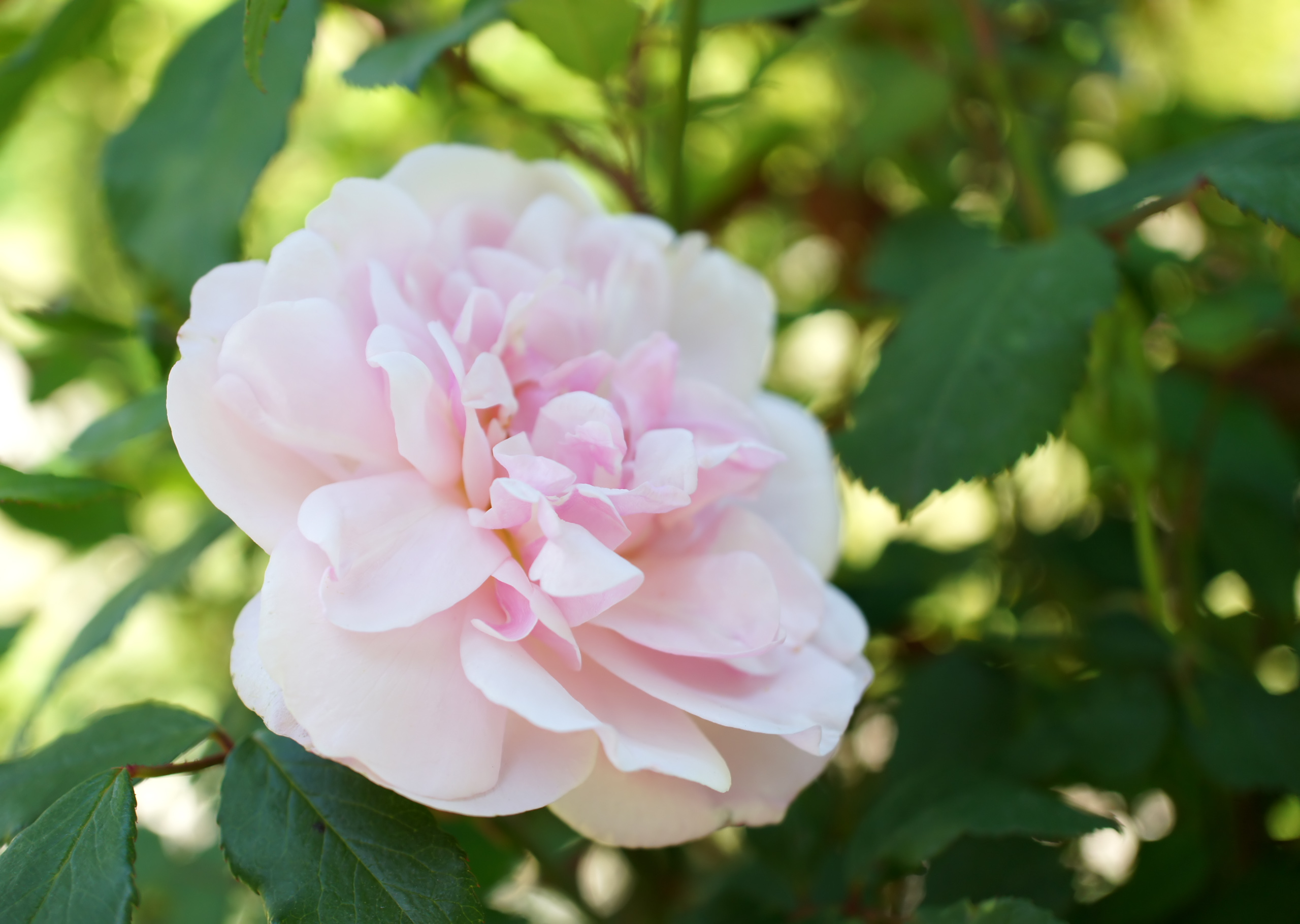
'Hume’s Blush Tea-scented China'
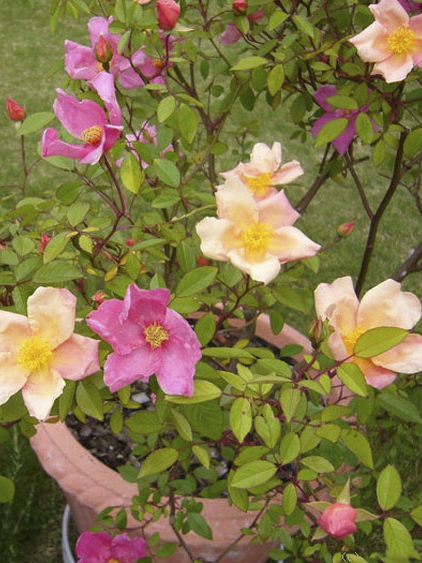
'Mutabilis'
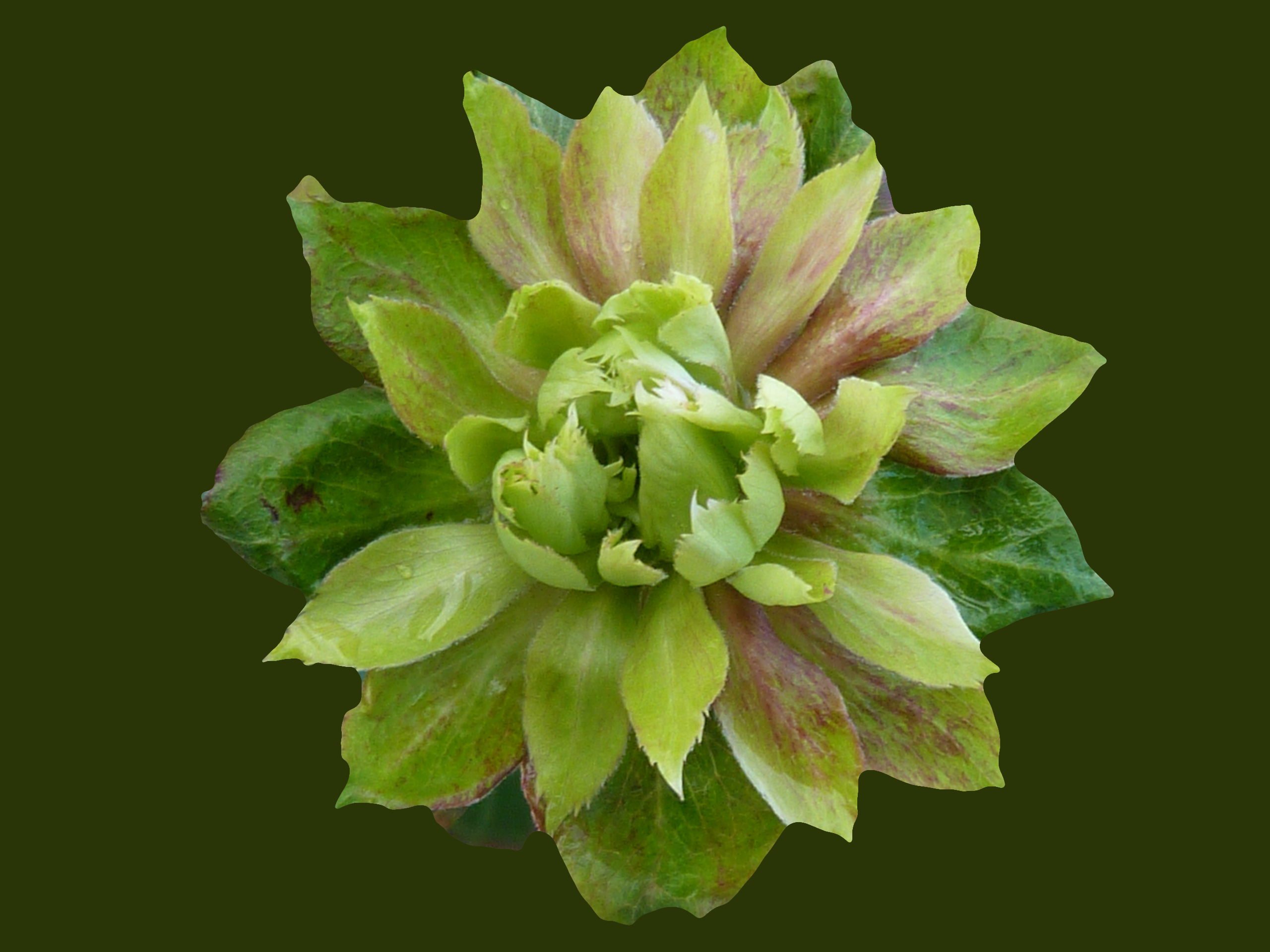
'Viridiflora'

## China-Hybriden
Durch die Kreuzung von öfterblühenden China-Rosen mit den einmalblühenden europäischen Rosen entstanden Anfang des 19. Jahrhunderts die Gruppe der sogenannten China-Hybriden; diese blühen nur einmalig im Frühsommer, weil die entsprechenden Gene der alten Rosen dominant sind. Bekannt ist die Sorte 'Brown´s Superb Blush', die 1815 in England gekreuzt wurde. Weitere Sorten, die damals auf den Markt kamen, gerieten in Vergessenheit. Erst durch die Kreuzung der China-Hybriden untereinander entstanden erste öfterblühende Sorten, die dann die neuen Klassen begründeten.